# Kudoyama
Kudoyama (九度山町 Kudoyama-chō?) es un pueblo localizado en la prefectura de Wakayama, Japón. En junio de 2019 tenía una población estimada de 4.016 habitantes y una densidad de población de 91 personas por km². Su área total es de 44,15 km².

## Geografía

### Localidades circundantes
- Prefectura de Wakayama
  - Hashimoto
  - Kōya
  - Katsuragi

## Demografía
Según los datos del censo japonés, esta es la población de Kudoyama en los últimos años.
| Año del censo | Población |
| ------------- | --------- |
| 1995          | 6.661     |
| 2000          | 6.073     |
| 2005          | 5.516     |
| 2010          | 4.963     |
| 2015          | 4.377     |